# Pristipomoides freemani
Pristipomoides freemani is een straalvinnige vis uit de familie van snappers (Lutjanidae) en behoort derhalve tot de orde van baarsachtigen (Perciformes). De vis kan een lengte bereiken van 23 centimeter. 

## Leefomgeving
Pristipomoides freemani is een zoutwatervis. De vis prefereert een tropisch klimaat en leeft hoofdzakelijk in de Atlantische Oceaan. De diepteverspreiding is 50 tot 220 meter onder het wateroppervlak. 

## Relatie tot de mens
Pristipomoides freemani is voor de visserij van beperkt commercieel belang. In de hengelsport wordt er weinig op de vis gejaagd. 